# Мерман, Этель
Этель Мерман (англ. Ethel Merman, 16 января 1908[…], Астория, Нью-Йорк — 15 февраля 1984[…], Манхэттен, Нью-Йорк) — американская актриса и певица, одна из самых знаменитых бродвейских исполнительниц XX века.

## Биография
Этель Агнес Циммерманн (англ. Ethel Agnes Zimmermann) родилась в районе Астория на северо-западе Куинса в Нью-Йорке 16 января 1908 года в семье бухгалтера Эдварда Циммерманна и его жены Агнес Гарднер, которая была школьной учительницей. Свою карьеру она начала в качестве певицы в водевилях и к концу 1930-х годов, благодаря своему мощному меццо-сопрано, стала ведущей исполнительницей в бродвейских мюзиклах. Её кинодебют состоялся в 1930 году и в последующие годы она появилась во многих музыкальных фильмах и комедиях, среди которых наиболее известными стали «Не одеваясь» (1934), «Рэгтайм Бэнд Александра» (1938), «Солдатский клуб» (1943), «Назовите меня мадам» (1953), «Нет лучше бизнеса, чем шоу-бизнес» (1954), «Это не дело!» (1954), «Этот безумный, безумный, безумный, безумный мир» (1963), «Вон Тон Тон — собака, которая спасла Голливуд» (1976) и «Аэроплан!» (1980). За свой вклад в кино Мерман удостоена звезды на Голливудской аллее славы.
Среди бродвейских постановок наиболее известными с её участием стали «Назовите меня мадам» в 1951, за роль в котором она получила премию «Тони», и «Цыганка» в 1959 году, где Мерман играла мать героини Джипси Розы Ли. Мерман продолжала много выступать на Бродвее до 1970 года, когда решила покинуть насовсем театральную сцену. Её последней ролью стала Долли Леви в мюзикле «Хелло, Долли!», который первоначально был написан специально для неё.
Мерман четыре раза была замужем. От второго мужа, Роберта Левитта, она родила двоих детей. Её последним мужем был актёр Эрнест Боргнайн, за которого она вышла в 1964 году и развелась спустя месяц.
В апреле 1983 года у Мерман была диагностирована глиобластома и вскоре ей была проведена операция по удалению опухоли. Но спустя несколько месяцев у неё обнаружились метастазы и 15 февраля 1984 года она умерла.

## Награды
- Тони 1951 — «Лучшая актриса в мюзикле» («Назовите меня мадам»)
- Золотой глобус 1954 — «Лучшая актриса в музыкальном фильме или комедии» («Назовите меня мадам»)